# دیوید گریفین
دیوید گریفین (انگلیسی: David Griffin (English actor)؛ زادهٔ ۱۹ ژوئیهٔ ۱۹۴۳) یک هنرپیشه است. وی از سال ۱۹۶۰ میلادی تاکنون مشغول فعالیت بوده‌است. 
از آثار برجسته وی می توان به The Blood Beast Terror (1968), اگر.... (۱۹۶۸), نبرد بریتانیا (فیلم) (1969), The Walking Stick (1970), Trog (1970), All I Want Is You... and You... and You... (۱۹۷۴), و Privates on Parade (۱۹۸۳) اشاره کرد.